# Открытая система (статистическая механика)
Открытая система в статистической механике — механическая или термодинамическая система, которая может обмениваться веществом и энергией с окружающей средой. Открытые системы взаимодействуют с внешней средой, причем полностью описать это взаимодействие и задать его некоторым гамильтонианом невозможно. Открытая система в равновесной статистической механике — это механическая система, число частиц в которой не остаётся постоянным. 
Примерами открытых систем служат живые организмы.
При определенных условиях открытая система может достигать стационарного состояния, в котором её структура или важнейшие структурные характеристики остаются постоянными, в то время как система осуществляет со средой обмен веществом и/или энергией. Открытые системы в процессе взаимодействия со средой могут достигать так называемого эквифинального состояния, то есть состояния, определяющегося лишь собственной структурой системы и не зависящего от начального состояния среды.
Часто в качестве открытой системы рассматривают систему с небольшим числом степеней свободы, взаимодействующую с окружающей средой (резервуаром). При этом среда обычно представляется в виде системы с большим или бесконечным числом степеней свободы, которая находится в состоянии термодинамического равновесия.
Исследования моделей открытых систем восходят к пионерской работе Н. Н. Боголюбова и Н. М. Крылова 1939 года.
Открытые системы в статистической механике и в квантовой механике могут быть гамильтоновыми и негамильтоновыми. Эволюция гамильтоновых систем целиком определяется её гамильтонианом. Например, в равновесной статистической механике системы с переменным числом частиц, которые можно считать открытыми, описываются большим каноническим распределением Гиббса. Важным классом открытых систем является класс негамильтоновых систем. Именно в негамильтоновых системах возможны процессы самоорганизации. Среди негамильтоновых систем выделяются диссипативные, аккретивные, обобщённо диссипативные системы.
С точки зрения наблюдателя, который может следить только за выделенной малой системой, но не за окружением (окружающей средой), эволюция этой (открытой) системы будет представлять собой некоторый случайный процесс.